# Kaakslee

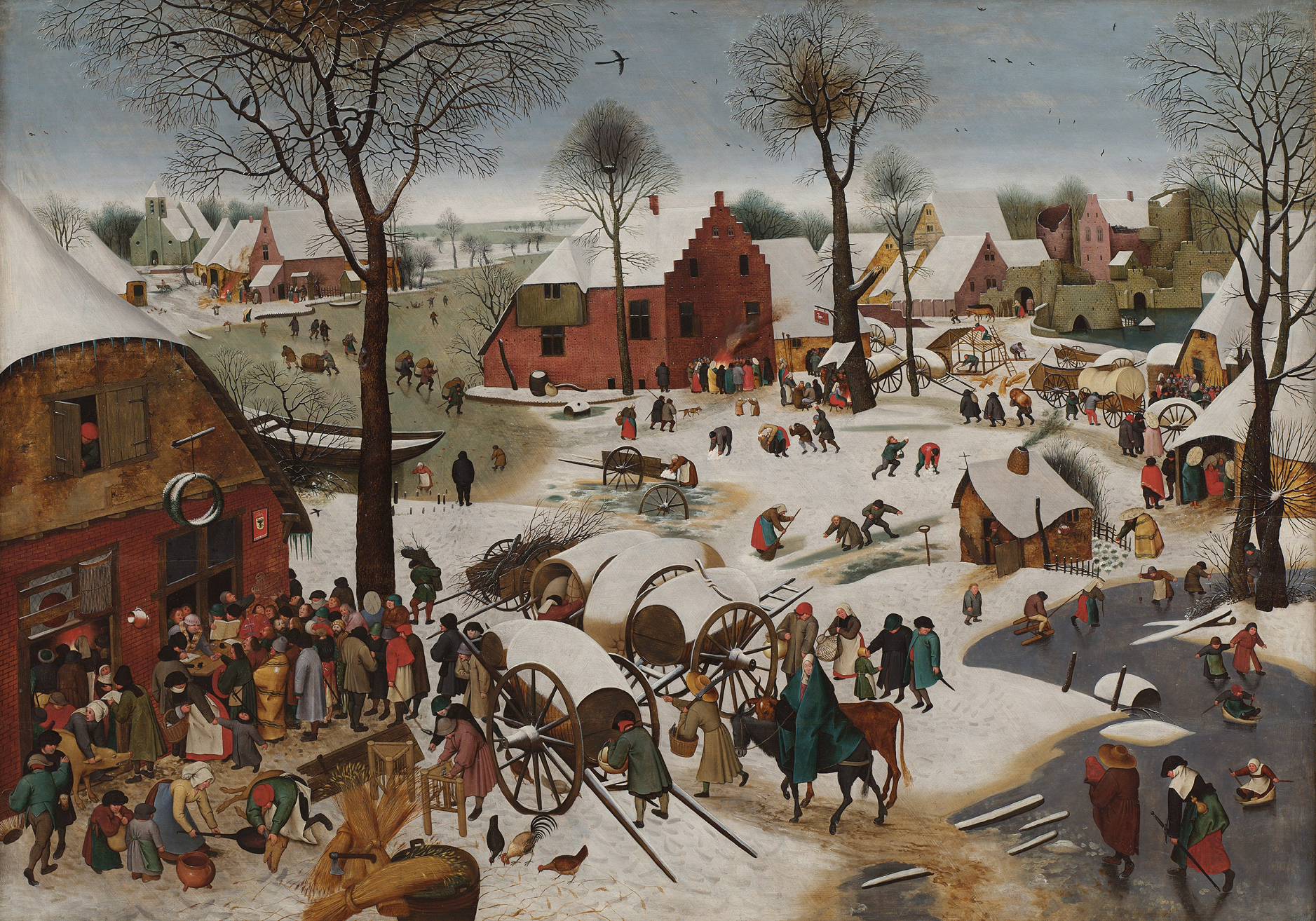
De volkstelling te Bethlehem, oorspronkelijk door Pieter Brueghel de Oude (1566), rechtsonder twee kaaksleetjes

Een kaakslee of kaakslede is een slede die vervaardigd is van de onderkaak van een paard waarop een plankje was bevestigd.
Er bestonden twee typen, sleden met één kaak en sleden met twee kaken. In het laatste geval waren er gaten gehakt in het opgaande deel van de kaak, waardoor een stok werd gestoken. Zo werden twee onderkaken met elkaar verbonden terwijl de middelste opgaande delen van de kaak werden weggehakt. Een replica van een dergelijke dubbele kaakslede werd vervaardigd door het Historisch Openlucht Museum Eindhoven.
De oudste kaaksleden zijn bekend uit de 13e eeuw. Ze werden door kunstenaars meermalen afgebeeld als onderdeel van ijstaferelen. Zo is de afbeelding van een dergelijke slede te vinden in een Gents psalmboek uit omstreeks 1325. Pieter Bruegel de Oude schilderde er twee op zijn Volkstelling te Bethlehem uit 1566, Pieter Brueghel de Jonge kopieerde dit in 1610. Bij Hendrick Avercamp, tekenaar bij uitstek van wintertaferelen, vindt men een kaakslee op zijn "Riviergezicht met schaatsers", waarvan de datum niet bekend is. De graveur Frans Huys (1522-1562) beeldde er één in 1558 af.
Resten van kaaksleden werden bij archeologische onderzoekingen gevonden in de voormalige kasteelgracht van Vlaardingen en in de voormalige gracht van het Kasteel van Eindhoven.

## Externe bron
- IJspret met paardenkaak, NRC 16 januari 2010